# Czernołuczinskij
Czernołuczinskij (ros. Чернолучинский) – osiedle typu miejskiego w Rosji, w obwodzie omskim, w rejonie omskim. W 2010 liczyło 1681 mieszkańców.